# Loma de Tiscapa
Die Loma de Tiscapa ist ein Vulkanberg im Stadtgebiet von Managua, der Hauptstadt von Nicaragua. Die Westseite der Loma ist durch Gebäude eines Militärkrankenhauses bebaut, an der Nordseite liegt eine Colonia Militar und an der Ostseite des Berges befindet sich der Nachtclub Mirador Tiscapa.

## Erinnerungsstücke aus der Geschichte Nicaraguas
Die Loma bietet einen Ausblick über Managua und seine Umgebung. Auf dem Berg sind Erinnerungsstücke aus der Geschichte Nicaraguas ausgestellt. Es handelt sich dabei um das Hinterteil eines Reiterstandbildes von Anastasio Somoza García, ein leichtes Kettenpanzerfahrzeug Typ Tankette L3, ein Geschenk von Benito Mussolini an Anastasio Somoza García, sowie einen Radpanzer, Typ Daimler Mk I, den Fulgencio Batista Somoza García geschenkt hatte.

## Erdbeben 1972
Die Loma liegt heute am Kraterrand eines explodierten Vulkans, der sich früher über der Laguna de Tiscapa erhoben hatte. Die Erschütterungen des Erdbebens von 1972 wurden in der nahe gelegenen ExxonMobil Erdölraffinerie aufgezeichnet. Diese Aufzeichnungen und das Ausmaß der Zerstörungen im Stadtgebiet wiesen auf die Loma als Epizentrum des Bebens hin.

## Laguna de Tiscapa
Im Südteil der Loma erstreckt sich die Laguna de Tiscapa, ein Teil des Managuasees. Ihr Wasserspiegel liegt 52 Meter über dem Meeresspiegel, ihre Tiefe beträgt 40 Meter. Die abflusslose Lagune füllt sich mit Sedimenten, die seit etwa 130 Jahren anthropogene Beimengungen aufweisen. Die südlichen Zuflüsse sind die Flussläufe Avenida Casimiro Sotelo und Avenida de las Naciones Unidas, die bei Los Gauchos mündet und die nördliche Verlängerung der Carretera a Masaya ist.

## Geschichte

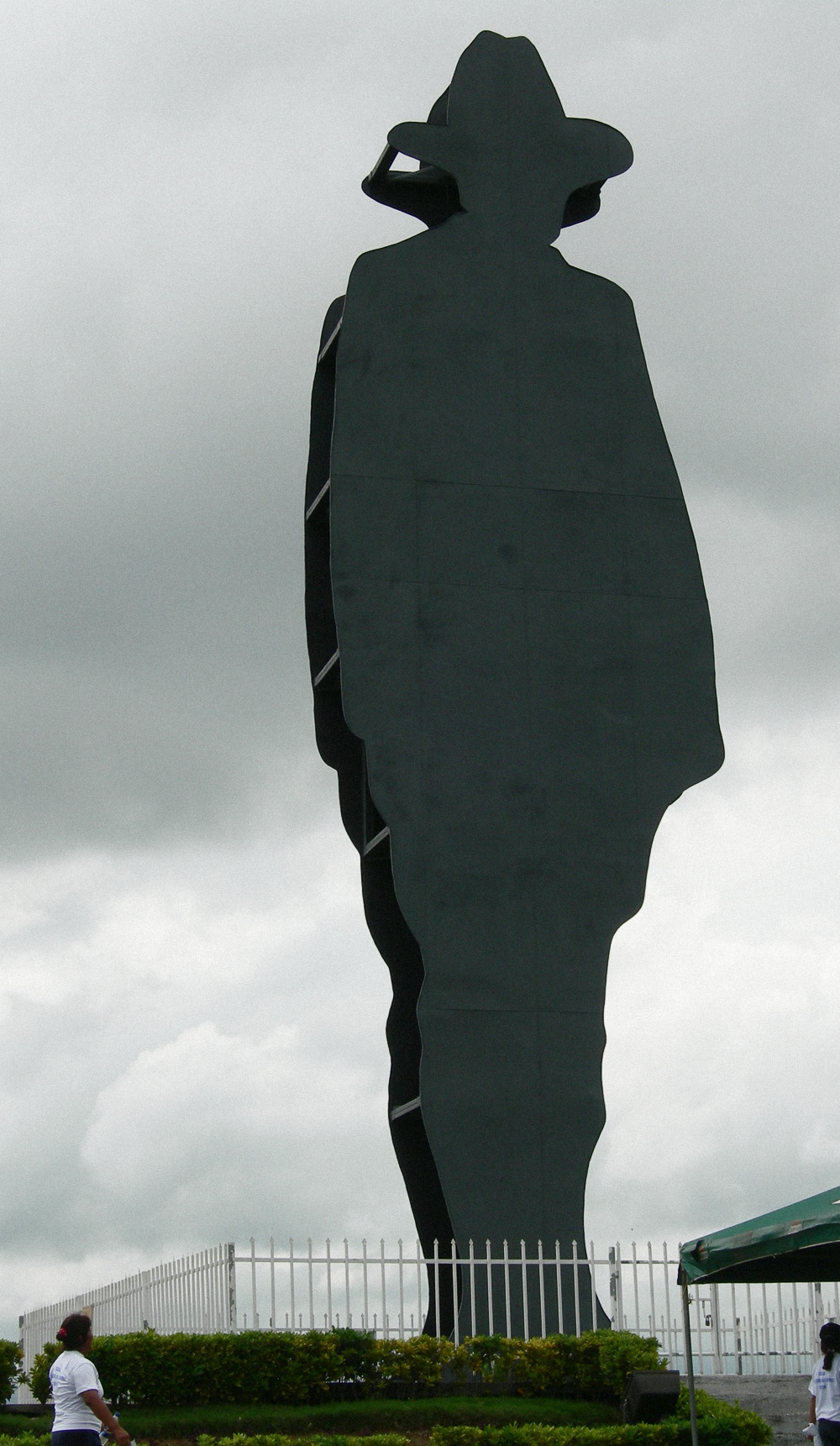
Denkmal von Sandino auf der Loma de Tiscapa

Tiscapa bedeutet auf Nahuat Spiegel. Auf der Loma ließ José Santos Zelaya 1894 eine Festung errichten. Am 25. November 1888 wurde eine Wasserversorgung über Leitungen und Pumpen eröffnet, bei der die Flanken der Loma den Hochpunkt bildeten. Am 25. Oktober 1925 ließ Emiliano Chamorro Vargas den Amtssitz des Präsidenten José Carlos Solórzano Gutiérrez, an der Loma de Tiscapa bei seinem Putsch, der später als El Lomazo bekannt wurde, besetzen. Am 4. Januar 1931 eröffnete José María Moncada Tapia auf der Tiscapa seinen Amtssitz. Dieser Bau erlitt bei einem Erdbeben am 31. März 1931 um 10:23 Uhr die ersten Schäden. Moncada quartierte sich nach dem Erdbeben bei Anastasio Somoza García ein. Später ließ Somoza den Amtssitz des Kommandanten der Guardia Nacional de Nicaragua, genannt La Curva, neben dem des Präsidenten errichten. Am 21. Februar 1934 hatte Augusto César Sandino sein letztes Abendessen auf der Loma, beim Verlassen des Gebäudes wurde von den Leuten Somozas ermordet. Somoza García ließ, inspiriert von Mussolini, die Tribuna Monumental en la Explanada de Tiscapa, eine Zuschauerbühne mit 700 Sitzplätzen errichten, vor der die Amtseinführung von Leonardo Argüello Barreto stattfand.
Auf den Terrassen fanden elegante Empfänge statt, während in den Kellern der Gebäude gefoltert und vergewaltigt wurde, die Opfer wurden an anderen Orten ermordet. Nach dem Erdbeben von 1972 ließ Anastasio Somoza Debayle ein neues Gebäude errichten, das als der Bunker bekannt wurde. Die Einnahme der Tiscapa am 19. Juli 1979 symbolisierte das Ende der Herrschaft des Somoza-Clans.
Die Loma wurde weiter als Gefängnis genutzt, dazu diente die Panzergarage des Primer Batallón der Guardia Nacional für Häftlinge aus der Guardia Nacional de Nicaragua, für Mitglieder der Partido Liberal Nacionalista, der Partei Somozas und nichtmilitärische Zivilisten. Ein prominenter Gefangener war Nicolás López Maltez, der damalige Herausgeber der Tageszeitung La Estrella de Nicaragua. Ein weiterer prominenter Gefangener war Enrique Bolaños Geyer, der damals Präsident des Unternehmerverbandes Consejo Superior de la Empresa Privada (COSEP) war.
1990 wurde eine Skulptur Augusto César Sandinos im Stil eines Schattenrisses aufgestellt.